# Brigitte Fassbaender

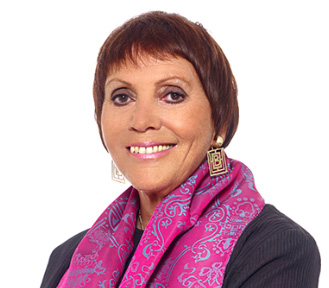
Brigitte Fassbaender (Foto: Marc Gilsdorf, 2013)

Brigitte Fassbaender (* 3. Juli 1939 in Berlin) ist eine deutsche Sängerin (Mezzosopran), Regisseurin, Gesangspädagogin, Rezitatorin, Autorin und Intendantin.
Brigitte Fassbaender wurde in Berlin geboren und studierte Gesang bei ihrem Vater, dem Kammersänger Willi Domgraf-Fassbaender. Im Alter von 21 Jahren debütierte sie an der Bayerischen Staatsoper in München, von dort startete sie auch ihre internationale Karriere als Mezzosopranistin. Sie sang an allen führenden Opernhäusern sowie bei den renommiertesten Festspielen weltweit und verkörperte alle wichtigen Partien ihres Faches. Für zwei Publikumsgenerationen war die bayerische und österreichische Kammersängerin der führende Octavian in Richard Strauss’ Der Rosenkavalier.
Über 250 vielfach ausgezeichnete Ton- und Filmaufnahmen – ein Großteil auch im Lied- und Konzertbereich – dokumentieren ihre Bedeutung als Sängerin. Ein Meilenstein war die Einspielung der drei großen Schubert-Liederzyklen, die sie als erste Frau aufgenommen hat.
Anfang 1995 beendete Brigitte Fassbaender ihre Gesangskarriere, um sich ganz der Regie zu widmen. Über 90 Inszenierungen im In- und Ausland hat sie inzwischen auf die Bühne gebracht.
1995 übernahm sie für zwei Jahre die interimistische Operndirektion am Staatstheater Braunschweig; in den Jahren von 1999 bis 2012 leitete sie als Intendantin das Tiroler Landestheater, einem 5-Spartenhaus (Oper/Operette/Musical, Schauspiel, Ballett, Jugendtheater und Konzertwesen), für das sie zusätzlich vertragsgemäß pro Spielzeit zwei Inszenierungen erarbeitete. Von 2009 bis 2017 war sie außerdem künstlerische Leiterin des Richard-Strauss-Festivals in Garmisch-Partenkirchen sowie Vorsitzende der Richard-Strauss-Gesellschaft (RSG) in München. Seit 2002 leitet sie das Festival Eppaner Liedsommer in Südtirol, das sich mit Konzerten und Meisterkursen zunehmend zu einer international beachteten Adresse für den Liedgesang entwickelt.
Die Förderung junger Talente ist Brigitte Fassbaender ein wichtiges Anliegen. Als gefragte Gesangspädagogin unterrichtet sie weltweit in Meisterkursen.
Zu den zahlreichen Auszeichnungen, mit denen Brigitte Fassbaender bis in die jüngste Zeit geehrt wurde, gehören der Orden Pour le Mérite für Wissenschaften und Künste, das Große Verdienstkreuz mit Stern der Bundesrepublik Deutschland, die Hugo-Wolf-Medaille für ihre besonderen Verdienste um die Liedkunst, der International Opera Awards sowie der ECHO Klassik für ihr Lebenswerk.
Im Oktober 2019 erschienen ihre Memoiren Komm’ aus dem Staunen nicht heraus im Verlag C. H. Beck.

## Leben
Brigitte Fassbaender ist die Tochter der Schauspielerin Sabine Peters und des Baritons und Kammersängers Willi Domgraf-Fassbaender. Nach der Gymnasialzeit in Hannover und Berlin studierte sie von 1958 bis 1961 am Konservatorium in Nürnberg. Die gesangliche Ausbildung erhielt sie von ihrem Vater, der auch ihr einziger Gesangslehrer blieb.

### Gesangskarriere
Bereits 1961 wurde sie an die Bayerische Staatsoper engagiert, der sie zehn Jahre als festes Ensemblemitglied und anschließend durch einen „Residenz-Vertrag“ angehörte. Auch während ihrer internationalen Karriere blieb die Staatsoper ihre künstlerische Heimat. Gastverpflichtungen führten sie an alle führenden Opernhäuser weltweit – unter anderem Covent Garden, Scottish Opera, Teatro alla Scala, San Francisco Opera, Lyric Opera of Chicago, Metropolitan Opera, Wiener Staatsoper, Nationaltheater Prag oder der Opéra national de Paris. Brigitte Fassbaender war außerdem ab 1972 regelmäßiger Gast bei den Salzburger Festspielen, 1980 übernahm sie die Mezzo-Partie in Verdis Messa da Requiem bei den Festspielen in der Arena di Verona, 1983 und 1984 trat sie als Waltraute in der Götterdämmerung bei den Bayreuther Festspielen auf und 1990 sang sie die Clairon in Capriccio beim Glyndebourne Festival.
Im Opernbereich verkörperte Brigitte Fassbaender ein großes Rollenspektrum, das nicht nur Partien wie Octavian in Der Rosenkavalier (ihre Paraderolle von 1967 bis 1988), Sesto in La clemenza di Tito, Dorabella in Così fan tutte oder Charlotte in Werther (eine ihrer Lieblingspartien) umfasste, sondern auch Prinz Orlofsky in Die Fledermaus, Orestes in Die schöne Helena, Brangäne in Tristan und Isolde, die Titelrolle in Carmen, Eboli in Don Carlos, Marina in Boris Godunov, Klytämnestra in Elektra, die Lady Milford in der Uraufführung von Gottfried von Einems Oper Kabale und Liebe (UA am 17. Dezember 1976 Wiener Staatsoper) oder die Gräfin Geschwitz in Götz Friedrichs Inszenierung von Alban Bergs Lulu an der Deutschen Oper Berlin (1982).
Sie galt als Prototyp der „singenden Schauspielerin“, denn Singen bedeutete für sie nie Selbstzweck, sondern war stets verbunden mit darstellerischer Leidenschaft, Detailarbeit im Szenischen und psychologischer Durchdringung der Werke. Das Ergebnis war eine beeindruckende Bühnenpräsenz, beruhend auf gesanglicher Perfektion in Kombination mit einer vollkommen natürlich und authentisch wirkenden schauspielerischen Darstellung.
Ein weiterer Schwerpunkt ihres Wirkens war der Konzert- und insbesondere der Liedgesang. Auch hier war ihr die Wahrhaftigkeit der künstlerischen Aussage, die den Zuhörer/Zuschauer erreicht, „letztlich wichtiger als der reine Schöngesang“. Jährliche Liederabende gab Brigitte Fassbaender ab 1983 in der Wigmore Hall in London und ab 1986 bei der Schubertiade. Ihr Repertoire umfasste Lieder von Johannes Brahms, Franz Liszt, Gustav Mahler, Franz Schubert, Richard Strauss oder Hugo Wolf. Sie war die erste Sängerin, die – zusammen mit dem Pianisten und Komponisten Aribert Reimann – die drei großen Schubert-Zyklen (Die schöne Müllerin, Winterreise, Schwanengesang) aufnahm. 1992 schrieb Aribert Reimann für Brigitte Fassbaender den A-cappella-Zyklus Eingedunkelt (nach neun Gedichten von Paul Celan), den sie erstmals am 26. Juni 1993 bei der Schubertiade in Feldkirch aufführte.

### Regiearbeit
Anfang Januar 1995 beendete Brigitte Fassbaender aus freien Stücken ihre sängerische Tätigkeit, um sich vermehrt der Regie widmen zu können. Seit 1992 ist die regelmäßige Regiearbeit wichtiger Bestandteil ihres Schaffens. Bereits 1989 hatte sie als Spielleiterin den Rosenkavalier in München einstudiert, ein Jahr später folgte die erste eigene Inszenierung mit Rossinis Cenerentola in Coburg. Mit ihren inzwischen über 90 Inszenierungen gehört sie längst zu den „großen Opernregisseurinnen unserer Zeit“, beispielsweise wurde ihre Frankfurter Capriccio-Inszenierung von der Presse 2018 als „Modellaufführung“ gefeiert. Ihre erste Uraufführung inszenierte sie mit der Oper Blühen von Vito Žuraj (Libretto: Händl Klaus nach der Erzählung Die Betrogene von Thomas Mann), die am 22. Januar 2023 in Frankfurt aufgeführt wurde.
Regieführung bedeutet für Brigitte Fassbaender „Fantasie anregen, inspirieren, Erfahrungen austauschen, Skrupel und innere Barrieren abbauen“. Ihre künstlerische Lesart des Werkes folgt weder starren Konzepten noch dogmatischen Ansätzen, sondern geht mit Respekt vor der Leistung seines genialen Schöpfers auf die Individualität des Musikdramas ein, um es unter Wahrung eines gewissen Wiedererkennungseffektes von seiner ganzheitlichen Seite neu zu fassen und zu gestalten. Genaues Timing mit der Musik und eine subtile, eindringliche und detailgenaue Erarbeitung der Charaktere (sowohl der komischen als auch tragischen Momente) gehören zu den wichtigen Merkmalen ihrer Regiearbeit. Die Personenregie, der Mensch auf der Bühne, steht daher auch im Zentrum ihrer Arbeit. Angestrebt werden die „Wahrhaftigkeit der künstlerischen Aussage“ sowie „Identifikationsmomente, von denen sich auch der Zuschauer betroffen fühlt“.

### Gesangspädagogin und Jury-Mitglied
Brigitte Fassbaender ist außerdem als Gesangspädagogin tätig und engagiert sich für die Förderung junger Gesangstalente. Ihr Wissen gibt sie in Meisterkursen/Workshops im In- und Ausland an den sängerischen Nachwuchs weiter (u. a. Schubertiade, Bregenzer Festspiele, Eppaner Liedsommer, Heidelberger Frühling, Schleswig-Holstein Musik Festival, Wigmore Hall, Internationale Hugo-Wolf-Akademie, Internationale Meistersinger-Akademie, Richard-Strauss-Festival, Neue Stimmen und Musikhochschulen). Zu ihren Schülern zählen unter anderem: Juliane Banse, Michelle Breedt, Anke Vondung, Christiane Libor, Martin Mitterrutzner und Janina Baechle.
Als Jury-Mitglied ist sie auch bei wichtigen Wettbewerben vertreten (z. B. Das Lied. International Song Competition), 2012 war sie Jury-Vorsitzende des ARD-Wettbewerbs für Gesang, in gleicher Funktion 2014, 2018, 2020 und 2024 beim Internationalen Wettbewerb für Liedkunst der Internationalen Hugo-Wolf-Akademie in Stuttgart sowie 2015 beim Internationalen Hilde-Zadek-Gesangswettbewerb in Wien. 2017 übernahm sie die Schirmherrschaft der Internationalen Meistersinger Akademie in Neumarkt in der Oberpfalz.

### Schriftstellerische Tätigkeit
Außer zahlreichen Programmhefttexten und Interviewbeiträgen in Fachmagazinen und der Tagespresse übersetzte Brigitte Fassbaender auch die Libretti von Jacques Offenbachs Robinson Crusoé (2006) und von Michael Nymans Love Counts (2008). 2010 verfasste sie den Text für Lulu – das Musical (nach Frank Wedekind, Musik: Stephan Kanyar). Die Uraufführung fand am 15. Mai 2010 im Tiroler Landestheater in Innsbruck statt. Dort folgte am 5. Mai 2012 die Uraufführung des Musicals Shylock!, zu dem sie ebenfalls das Libretto geschrieben hatte (nach Shakespeares Tragikomödie Der Kaufmann von Venedig; Musik: Stephan Kanyar). 2019 erschienen ihre Memoiren Komm' aus dem Staunen nicht heraus, die in der Öffentlichkeit viel Widerhall fanden.

### Malerei als „regenerierende Kreativität“
Neben den vielseitigen beruflichen Aktivitäten bezeichnet Brigitte Fassbaender vor allem die Malerei als „regenerierende Kreativität“. Es entstanden u. a. Bilderbücher für Erwachsene und Kinder oder Illustrationen zu (Kinder)-Konzerten, auch für Ausstellungen stellt sie ihre Arbeiten gelegentlich zur Verfügung.

## Ehrungen
- 1970: Bayerische Kammersängerin
- 1979: Deutscher Kritikerpreis

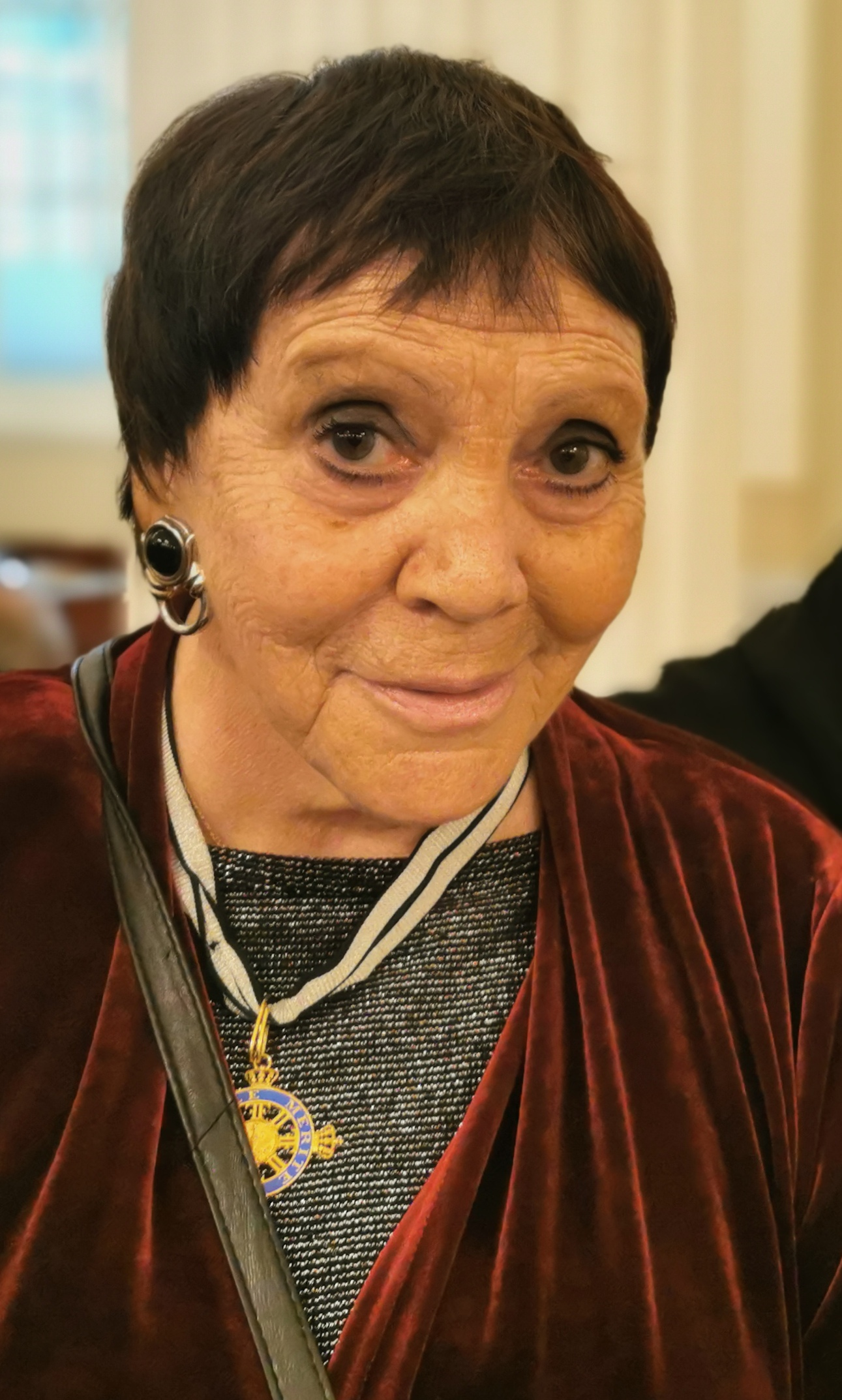
Brigitte Fassbaender mit dem Orden Pour le Mérite anlässlich der Jahrestagung in Berlin im Juni 2025

- 1983: Österreichische Kammersängerin[43]
- 1985: Frankfurter Musikpreis
- 1986: Mitglied der Bayerischen Akademie der Schönen Künste
- 1987: Ehrendoktorwürde der Universität Manchester
- 1989: Bundesverdienstkreuz am Bande
- 1992: Bayerischer Verdienstorden
- 1995: Bayerischer Maximiliansorden für Wissenschaft und Kunst
- 2001: Bundesverdienstkreuz 1. Klasse
- 2002: Großer Tiroler Adler-Orden
- 2004: Wolfgang-Amadeus-Mozart-Preis
- 2004: Ehrenmitglied des Deutschen Musikrats
- 2005: Verdienstkreuz der Stadt Innsbruck
- 2006: Musikpreis der Landeshauptstadt München
- 2010: Mitglied des Ordens Pour le Mérite[44]
- 2011: Ritter der Ehrenlegion (L’Ordre national de la Légion d’Honneur)
- 2012: Großes Verdienstkreuz mit Stern der Bundesrepublik Deutschland[45]
- 2012: Ehrenring der Stadt Innsbruck[46]
- 2013: Life Achievement Award von Diapason in Paris
- 2013: Hugo-Wolf-Medaille der Internationalen Hugo-Wolf-Akademie Stuttgart[47]
- 2015: Oberbayerischer Kulturpreis
- 2016: International Opera Award/Lifetime Achievement Award in London
- 2017: Goldene Medaille der Marktgemeinde Garmisch-Partenkirchen[48]
- 2017: Ehrenmedaille in Gold des Landkreises Garmisch-Partenkirchen
- 2017: Ehrenmitglied des Förderkreises Richard-Strauss-Festspiele Garmisch-Partenkirchen e. V.
- 2017: Echo Klassik in der Kategorie „Lebenswerk“[49][50]
- 2020: Preis der deutschen Schallplattenkritik Nachtigall[51]

## Inszenierungen
- Der arme Matrose (München 1988)
- Ba-ta-clan (München 1988)
- La Cenerentola (Coburg 1990, Wiesbaden 1995, Innsbruck 2010 und München 2015/17)
- Der ferne Klang (Leeds 1992)
- Hänsel und Gretel (Augsburg 1992, Graz 2012 und Braunschweig 2017)
- Lulu (Innsbruck 1992)
- Die Zauberflöte (Coburg 1993 und Meiningen 1999)
- A Midsummer Night’s Dream (Amsterdam 1993, Tel-Aviv 1994, Braunschweig 1995, Innsbruck 2010 und Frankfurt 2022)
- Der Rosenkavalier (Oldenburg 1994, Innsbruck 2001, Amsterdam 2004 und Baden-Baden 2015)
- Ariadne auf Naxos (Meiningen 1995 und Frankfurt am Main 2013/14)
- A Little Night Music (Das Lächeln einer Sommernacht) (Braunschweig 1996 und Innsbruck 2006)
- Don Giovanni (Oldenburg 1996)
- Susannah von Carlisle Floyd (Wien 1996)
- Tristan und Isolde (Braunschweig 1996 und Innsbruck 2001)
- La Traviata (St. Gallen 1997)
- Pelléas et Mélisande (Braunschweig 1997 und Innsbruck 2007)
- Lucio Silla (London und Kopenhagen 1998)
- Rigoletto (Chemnitz 1998 und Regensburg 2014)
- Orpheus in der Unterwelt (Innsbruck 1999 und Dortmund 2001)
- Gypsy (Innsbruck 2000)
- Werther (Innsbruck 2000)
- Das Land des Lächelns (Innsbruck 2001 und Ulm 2003)
- Im weißen Rößl (Innsbruck 2001)
- Carmen (Innsbruck 2002)
- Arabella (Straßburg 2003 und Innsbruck 2010)
- Der Zigeunerbaron (Innsbruck 2003 und Mörbisch 2011)[52]
- Fidelio (Innsbruck 2003)
- Die Frau ohne Schatten (Innsbruck 2004, Kiel 2019)
- Othello.Therapie (Theaterstück von John von Düffel, österreichische Erstaufführung 2004) (Innsbruck 2004)
- Peter Grimes (Innsbruck 2005 und Saarbrücken 2016)
- Die Fledermaus (Hannover und Innsbruck 2006)
- Der Freischütz (Innsbruck 2006, Jennersdorf Festivalsommer 2015)
- Salome (Innsbruck 2006 und Regensburg 2017)
- Vor Sonnenuntergang (Innsbruck 2006)
- Frohe Feste (Absurd Person Singular). Weihnachtskomödie von Alan Ayckbourn (Innsbruck 2007)
- Eugen Onegin (Innsbruck 2008 und Kiel 2015)
- Oberon (Innsbruck 2008)
- The Turn of the Screw (Innsbruck 2008)
- Tosca (Innsbruck 2008)
- Das Rheingold (Innsbruck 2009 und Erl 2021)
- Les Contes d’Hoffmann (Innsbruck 2009)
- Les Troyens (Innsbruck 2009)
- Die verkaufte Braut (Innsbruck 2011)
- Elektra (Innsbruck 2011 und Lübeck 2024)
- Falstaff (Innsbruck 2012)
- Albert Herring (Innsbruck 2012 und Wien 2014/15)
- Don Pasquale (München 2012/14/15/17 und Heilbronn 2015)
- Katja Kabanova (Regensburg 2013)
- La Bohème (Coburg 2015/16)
- Paul Bunyan von Benjamin Britten (Frankfurt 2016)
- Capriccio (Frankfurt am Main 2018)
- Il barbiere di Siviglia (Bregenz 2018 und Meiningen 2022)[53]
- Der junge Lord (München 2019)
- Lucia di Lammermoor (Regensburg 2019)
- Martha (Jennersdorf Festivalsommer 2019)
- Dame Kobold von Joachim Raff, Libretto: Paul Reber nach Calderón (Regensburg 2020)
- Das Rheingold (Erl 2021)
- Le nozze di Figaro (Klagenfurt 2021)
- L’italiana in Algeri (Bregenz 2022)
- Die Walküre (Erl 2022)
- Blühen. Oper von Vito Žuraj, Libretto: Händl Klaus (UA, Frankfurt am Main 2023)
- Siegfried (Erl 2023)
- Götterdämmerung (Erl 2023)
- Die lustigen Weiber von Windsor (München 2024)
- La cambiale di matrimonio (Bregenz 2024)
- Gianni Schicchi (Bregenz 2024)
- Parsifal (Frankfurt am Main 2025)

## Tonträger (Auswahl)

### Oper/Operette
- Balkis in Die Pilger von Mekka von Christoph Willibald Gluck (Dir. Heinrich Bender) (Aufnahme von 1962, Line Music 2014)
- Olga in Eugen Onegin von Peter Tschaikowski (Dir. Joseph Keilberth) (Gala 1962, Line Music 2014), (Dir. Otto Gerdes) (DG 1967, 1979, 1995)
- Venus in Der Garten der Liebe von Alessandro Scarlatti (Dir. Hans Stadlmair) (DG 1964)
- Annio in La clemenza di Tito von Wolfgang Amadeus Mozart (Dir. Istvan Kertész) (Decca 1964; Teldec 1967, 1979, 1991)
- Annina in La traviata von Giuseppe Verdi (Dir. Giuseppe Patané) (Orfeo 1965)
- Waltraute in Die Walküre von Richard Wagner (Dir. Georg Solti) (Decca 1965)
- Annina in Der Rosenkavalier von Richard Strauss (Dir. Joseph Keilberth) (Orfeo 1965), (Dir. Rudolf Kempe) (Golden Melodram 1966)
- Magdalene in Die Meistersinger von Nürnberg von Wagner (Dir. Rafael Kubelík) (Myto 1967); (Dir. Wolfgang Sawallisch) (Opera Depot 1971)
- Nancy in Martha von Friedrich von Flotow (Dir. Robert Heger) (EMI 1968, 1980, 1981, 1986)
- Flosshilde in Götterdämmerung von Wagner (Dir. Wolfgang Sawallisch) (Myto 1968)
- Farnace in Mitridate, re di Ponto von Mozart (Dir. Leopold Hager) (Memories 1970)
- Friederike von Insterburg in Ein Walzertraum von Oscar Straus (Dir. Willy Mattes) (EMI 1970, 1980, 1996)
- Prinz Orlofsky in Die Fledermaus von Johann Strauss (Dir. Willi Boskovsky) (EMI 1971, 1982, 1985, 1987), (Dir. Carlos Kleiber 1975), (Dir. André Previn) (Philips 1990; Decca 1991); DVDs: Arthaus 1980 (mit Edita Gruberová, Lucia Popp, Erich Kunz, Bernd Weikl, Regie: Otto Schenk, Wiener Staatsoper); DG 1987/2001/2004 (mit Pamela Coburn, Janet Perry, Eberhard Waechter, Benno Kusche, Wolfgang Brendel, Josef Hopferwieser, Regie: Otto Schenk, Dir. Carlos Kleiber, Bayerische Staatsoper)
- Octavian in Der Rosenkavalier von Richard Strauss (Dir. Georges Prêtre) (Opera d’Oro 1971); (Dir. Carlos Kleiber) (Orfeo d’Or 1973, acht Auszeichnungen u. a. Gramophone Award 2009), (DG 1978, 1989); (Dir. Joseph Keilberth) (Orfeo 1996); DVD: DG 1979 (mit Lucia Popp, Gwyneth Jones, Manfred Jungwirth, Benno Kusche, Dir. Carlos Kleiber, Regie: Otto Schenk)
- Dorabella in Così fan tutte von Mozart (Dir. Karl Böhm) (Opera d’Oro 1972; DG 1975, 1977, 1980, 1985; Deutsche Schallplatten 1981); (Dir. Wolfgang Sawallisch) (Orfeo 1978, Edition „Bayerische Staatsoper live“)
- Silla in Palestrina von Pfitzner (Dir. Rafael Kubelík) (DG 1973, 1980, 1989)
- Dritte Dame in Die Zauberflöte von Mozart (Dir. Wolfgang Sawallisch) (EMI 1973, 1977)
- Titelpartie in Carmen von Georges Bizet (Dir. Giuseppe Patané) (EMI 1975, 1980; Deutsche Schallplatten 1993)
- Gräfin Geschwitz in Lulu von Alban Berg (Dir. Christoph von Dohnányi) (Decca 1976, Teldec 1978, 1991), (Dir. Lorin Maazel) (RCA 1983), (Dir. Jeffrey Tate) (EMI 1991)
- Cherubino in Le nozze di Figaro von Mozart (Dir. Karl Böhm) (Opera Depot 1976, 1977)
- Charlotte in Werther von Jules Massenet (mit Plácido Domingo; Dir. Jesús López-Cobos) (Orfeo 1977) Auszeichnung: ffff Télérama; (mit Peter Dvorský, Dir. Libor Pešek) (Supraphon 1989); DVD: Image Entertainment 1999 (mit Peter Dvorský, Dir. Petr Weigl)
- Hänsel in Hänsel und Gretel von Engelbert Humperdinck (Dir. Georg Solti) (Decca 1978, 1989); DVDs: Decca 1992, Teldec 1988 (u. a. mit Edita Gruberová)
- Amneris in Aida von Verdi (Dir. Riccardo Muti) (Orfeo 1979), Auszeichnungen: ffff Télérama, Recommandé par Classica, Choc – Le Monde de la musique
- Elisabetta in Maria Stuarda von Gaetano Donizetti (Dir. Jesús López-Cobos) (House of Opera CD-ROM, 1979)
- Orestes in Die schöne Helena von Jacques Offenbach (Dir. Willy Mattes) (EMI 1980, 1985)
- Don Ramiro in La finta giardiniera von Mozart (Dir. Leopold Hager) (DG 1981; Philips 1991)
- Fricka in Das Rheingold von Wagner (Dir. Herbert von Karajan); DVD: DG 1981, DG/Universal Music 1990/2008
- Brangäne in Tristan und Isolde von Wagner (Dir. Carlos Kleiber) (DG 1982, 1986)
- Azucena in Il Trovatore von Verdi (Dir. Carlo Maria Giulini) (DG 1982, 1984; Decca 1990)
- Maddalena in Rigoletto von Verdi (Dir. Giuseppe Sinopoli) (Phonogram 1984)
- Un musico in Manon Lescaut von Giacomo Puccini (Dir. Giuseppe Sinopoli) (DG 1984)
- Roméo et Juliette von Hector Berlioz (Dir. Lamberto Gardelli) (Orfeo 1985)
- Klytämnestra in Elektra von Richard Strauss (Dir. Claudio Abbado, Regie: Harry Kupfer), DVD: DG 1989
- Jocaste in Oedipe von George Enescu (Dir. Lawrence Foster) (EMI 1989)
- Herodias in Salome von Richard Strauss (Dir. Zubin Mehta) (Sony 1990)
- Clairon in Capriccio von Richard Strauss (Dir. Ulf Schirmer) (Decca 1993)
- Marthe in Faust von Charles Gounod (Dir. Carlo Rizzi) (East West Records 1994, 1996)
- Dämonia in Dornröschen von Humperdinck (Dir. Ulf Schirmer) (cpo 2010)
- Eboli in Don Carlos von Verdi (Dir. Giuseppe Patané) (Warner Classics 2012)
- Sprechrollen in Intermezzo von Strauss (Dir. Ulf Schirmer) (cpo 2014)
- Brigitte Fassbaender: Berühmte Opernarien (Dir. Hans Graf) (Orfeo 1984), Auszeichnung: Preis der deutschen Schallplattenkritik

### Melodram
- Rezitation von Enoch Arden (TrV 181) von Richard Strauss (Wolfram Rieger, Klav.) (Two Pianists, DDD 2013/14)
- Rezitation von Das Schloss am Meere (TrV 191) von Richard Strauss (Wolfram Rieger, Klav.) (Two Pianists, DDD 2013/14)

### Lied
- Franz Schubert: Winterreise (D.911) (Aribert Reimann, Klav.) (EMI 1974, 1990)
- Schumann: Spanisches Liederspiel (op. 74), Brahms: Liebesliederwalzer (op. 52) (Erik Werba, Klav.) (Orfeo 1974)
- Lieder von Schumann und Brahms (Erik Werba, Klav.) (EMI 1976)
- Lieder von Schumann (Erik Werba, Klav.) (Orfeo d’Or 1977, Salzburger Festspieldokumente), Auszeichnung: Le Timbre de Platine
- Lieder von Liszt, Milhaud und Mahler (Irwin Gage, Klav.) (EMI 1981)
- Robert Schumann: Dichterliebe (op. 48); Arnold Schönberg: Das Buch von den hängenden Gärten (op. 15) (Aribert Reimann, Klav.) (EMI 1983)
- Robert Schumann: Frauenliebe und -leben (op. 42) (Irwin Gage, Klav.) (DG 1985)
- Lieder von Gustav Mahler, Alban Berg u. Claus Ogerman (John Wustman, Klav.) (Hamburg: Fono 1987)
- Lieder von Franz Liszt und Richard Strauss (Irwin Gage, Klav.) (DG 1987, 2011), Auszeichnung: Gramophone Award 1987
- Frauenliebe (op. 60) und Lieder von Carl Loewe (Cord Garben, Klav.) (DG 1988)
- Franz Liszt: 18 Lieder (Jean-Yves Thibaudet, Klav.) (Decca 1992)
- Franz Schubert: Schwanengesang (D.957) & 5 Lieder (Aribert Reimann, Klav.) (DG 1992), Auszeichnung: Gramophone Award 1992
- Hugo Wolf: Mörike-Lieder (Jean-Yves Thibaudet, Klav.) (Polygram 1993)
- Robert Schumann: Liederkreis (op. 39) und Johannes Brahms: Vier ernste Gesänge (Elisabeth Leonskaja, Klav.) (Teldec 1994)
- Johannes Brahms: Die schöne Magelone (op. 33), mit Rezitation von Brigitte Fassbaender (Elisabeth Leonskaja, Klav.) (Teldec 1994)
- Franz Schubert: Die schöne Müllerin (D.795) (Aribert Reimann, Klav.) (DG 1995)
- Duette von Brahms, Antonín Dvořák und Max Reger (mit Juliane Banse) (Cord Garben, Klav.) (Koch 1995)
- Brigitte Fassbaender – Lieder, vol. 1: Zigeunerlieder & Lieder (Karl Engel, Erik Werba, Irwin Gage, Klav.) (EMI 2004)
- Brigitte Fassbaender – Lieder, vol. 2: Lieder von Schubert & Wolf (Erik Werba, Wolfgang Sawallisch, Klav.) (EMI 2004)
- Brigitte Fassbaender – Lieder, vol. 3: Lieder von Mendelssohn & Schumann (Erik Werba, Aribert Reimann, Klav.) (EMI 2005)
- Brigitte Fassbaender – Lieder, vol. 4: Lieder von Mahler, Arnold Schönberg & Milhaud (Irwin Gage, Aribert Reimann, Klav.) (EMI 2005)
- The Great Lieder Recording, 8 CDs (Warner ICON 2013, 2019)

### Konzert
- Musik zu Shakespeares Ein Sommernachtstraum (op. 61) von Felix Mendelssohn Bartholdy (Dir. Otto Klemperer) (Golden Melodram 1969, 2003)
- Johannes-Passion von Johann Sebastian Bach (Dir. Wolfgang Gönnenwein) (EMI 1970, 1977)
- Weihnachtsoratorium von Johann Sebastian Bach (Dir. Eugen Jochum) (Phonogram 1973, 1981, 1989)
- Symphonie No. 9 d-Moll (op. 125) von Ludwig van Beethoven (Dir. Rudolf Kempe) (EMI 1974, 1977), (Dir. Karl Böhm) (DG 1981, 1986), (Dir. Rafael Kubelík) (Orfeo 1982)
- Engel in Das Paradies und die Peri von Robert Schumann (Dir. Henryk Czyż) (EMI 1974, 1979)
- 2. Sinfonie in c-Moll (Auferstehungssinfonie) von Gustav Mahler (Dir. Leopold Stokowski) (RCA-Schallplatten 1975, 1979), (Dir. Rafael Kubelík) (Audite 1982/2000), (Dir. Giuseppe Sinopoli) (DG 1986)
- Petite Messe solennelle von Gioacchino Rossini (Dir. Wolfgang Sawallisch) (Deutsche Schallplatten 1978; BMG Ariola München 1985), (Dir. Stephen Cleobury) (EMI 1986)
- Kindertotenlieder von Gustav Mahler (Dir. Klaus Tennstedt) (Hänssler 1980, 2015; Schallplattenpreis 2015 Kategorie A: Wiederveröffentlichungen), (Dir. Sergiu Celibidache) (MPhil 2017)
- Messe in h-Moll von Johann Sebastian Bach (Dir. Eugen Jochum) (EMI 1982, 1999)
- Alt-Rhapsodie von Johannes Brahms (Dir. Giuseppe Sinopoli) (DG 1983)
- Das Lied von der Erde von Gustav Mahler (Dir. Carlo Maria Giulini) (DG 1984), (Orfeo d’Or 1987, Salzburger Festspieldokumente), Auszeichnung: Supersonic pizzicato Award
- Elias op.70 von Felix Mendelssohn Bartholdy (Dir. Wolfgang Sawallisch), Konzertmitschnitt 1984 (Bayerische Staatsoper Recordings 2023)
- Requiem (op. 89) von Antonín Dvořák (Dir. Wolfgang Sawallisch) (BMG Ariola München 1985)
- Paukenmesse (Hob. XXII:9) von Joseph Haydn (Dir. Leonard Bernstein) (Phonogram 1985), auch als DVD: CMajor 2012
- Messias von Händel (Dir. Neville Marriner) (EMI 1985)
- Deutsche Messe (D.872) von Franz Schubert (Dir. Wolfgang Sawallisch) (EMI 1986)
- Requiem von Paul Hindemith (Dir. Wolfgang Sawallisch) (Orfeo 1987)
- Messe in Es-Dur (D.950) von Franz Schubert (Dir. Wolfgang Sawallisch) (EMI 1988)
- Gurre-Lieder von Arnold Schönberg (Dir. Riccardo Chailly) (Decca 1990; Polygram 1990, Teldec 1990)
- Symphonie Nr. 8 (Symphonie der Tausend) von Gustav Mahler (Dir. Lorin Maazel) (Sony 1990/92)
- Das klagende Lied, Fünf Lieder nach Rückert, Des Knaben Wunderhorn (Drei Lieder), Lieder eines fahrenden Gesellen, Kindertotenlieder von Gustav Mahler (Dir. Riccardo Chailly) (Decca 1991, 1994, 2003)
- Lieder und Tänze des Todes von Modest Mussorgsky (Dir. Neeme Järvi) (DG 1993)
- Die sieben Todsünden/Chansons von Kurt Weill (Dir. Cord Garben) (HMA 1993, 2014)
- Missa solemnis (op. 123) von Ludwig van Beethoven (Dir. Rafael Kubelík) (Orfeo 1995)
- Die Spielzeugschachtel von Claude Debussy (Dir. Alfred Walter) (Capriccio 1999)
- Schubert: Das geistliche & weltliche Chorwerk, vol. 1–4 (Dir. Wolfgang Sawallisch) (Warner Classics 2011)
- Great moments of Brigitte Fassbaender (Oper, Operette, Geistliche Musik, Lied) (EMI 1995)
- The very best of Brigitte Fassbaender (Oper, Operette, Geistliche Musik, Lied) (EMI 2005)
- Brigitte Fassbaender DGG Edition, 11 CDs (DG 2019)

## Filme und Fernsehaufzeichnungen (Auswahl)

### Oper/Operette
- Madame Butterfly, u. a. mit Anneliese Rothenberger, Jerry J. Jennings, Barry McDaniel, Regie: Herbert Junkers, Dir. Oliviero de Fabritiis, Radio-Symphonie Orchester Berlin und Chor der Deutschen Oper Berlin, Mainz: ZDF 1965
- Der Rosenkavalier u. a. mit Lucia Popp, Gwyneth Jones, Manfred Jungwirth, Benno Kusche, Francisco Araiza, Dir. Carlos Kleiber, Bayerische Staatsoper, 1. Akt, 2. u. 3. Akt, Bayerischer Rundfunk und Unitel 1979
- Die Fledermaus u. a. mit Bernd Weikl, Lucia Popp, Edita Gruberová, Walter Berry, Helmuth Lohner, Dir. Theodor Guschlbauer, Wiener Staatsoper, ORF 1980
- Hänsel und Gretel, u. a. mit Edita Gruberová, Hermann Prey, Helga Dernesch, Sena Jurinac, Wiener Philharmoniker, Dir. Georg Solti, ein Opernfilm von August Everding, UNITEL 1981
- Werther, u. a. mit Peter Dvorský, Dir. Libor Pešek, L’Orchestre symphonique de Prague FOK, ein Opernfilm von Petr Weigl, TV 2000/CST Bratislava 1985
- Elektra, u. a. mit Éva Marton, Cheryl Studer, Franz Grundheber, James King, Dir. Claudio Abbado, Wiener Staatsoper, ORF 1989

### Konzert/Lied
- Kindertotenlieder von Gustav Mahler, Dir. Klaus Tennstedt, NDR Sinfonieorchester, Live-Mitschnitt vom 20. Mai 1980 aus dem Kieler Schloss, eine Sendung des NDR 1980
- Gurre-Lieder von Arnold Schönberg u. a. mit Jessye Norman, George Gray, Hartmut Welker, Philip Langridge, Dir. Claudio Abbado, Gustav Mahler Jugendorchester, Konzert aus der Berliner Philharmonie, ZDF 1988
- Die Winterreise, Film von Petr Weigl nach Wilhelm Müller und Franz Schubert, Wolfram Rieger (Klav.), ZDF/TV 2000 1995

### Interviews
- Ich träumte von bunten Blumen. Brigitte Fassbaender Porträt 1993. Film von Evelyn Paulmann und Jochen Richter, Mainz: ZDF
- Da Capo, Brigitte Fassbaender im Gespräch mit August Everding, Mainz: ZDF 1995; Fernsehmitschnitt: 3sat 18.2.1995
- KulturWerk: Brigitte Fassbaender zu Gast bei Barbara Rett, Wien: ORF III 2014; Fernsehmitschnitt: 25. Februar 2014
- Brigitte Fassbaender im Gespräch mit Gero von Boehm. Eine Veranstaltung der Literarischen Gesellschaft Palais Boisserée, Heidelberg: Alte Aula der Universität, 15. April 2015.
- Legendary Singer Brigitte Fassbaender and Director Josef Köpplinger Talk Life and Stage, Interviewer: Zsolt Bognár. Ort: München, Gärtnerplatztheater Mai 2021. @Living the Creative Life. Video: Katalog-film.de

## Hörbeispiele
- YouTube Playlists Brigitte Fassbaender